# Schlacht von Ktesiphon
Landung bei Fao –
Basra –
al-Qurna –
Shaiba –
Ktesiphon –
Belagerung von Kut –
Scheich Saad –
Wadi –
Hanna –
Dujaila –
Kut II –
Bagdad –
Samarra –
Ramadi –
Sharqat
Als Schlacht von Ktesiphon (türkisch Selman-ı Pak Muharebesi nach dem hier liegenden Grab Salman Paks) werden die Kämpfe zwischen britisch-indischen und osmanischen Truppen im November 1915 bei Ktesiphon bezeichnet. Nach einer Reihe von Niederlagen im Jahr zuvor war es den osmanischen Truppen gelungen, die britische Mesopotamienkampagne bei Ktesiphon zu stoppen.

## Hintergrund
Die ehemalige parthische und sassanidische Hauptstadt Ktesiphon liegt am linken Ufer des Tigris in der kargen irakischen Wüste, etwa 610 km stromaufwärts von Basra, 64 km nördlich von Kut al-Amara, und 26 km südöstlich von Bagdad. Die Ruinen der Stadt eignen sich gut für Verteidigungsstellungen. Die osmanischen Truppen hatten eine gute Tarnung und eine lange Linie von Schützengräben vor dem Fluss errichtet. 
Die osmanischen Truppen bestanden aus rund 30.000 Mann, davon mindestens 18.000 Infanterie. Sie wurden von Nureddin Pascha angeführt. Die osmanische Seite hatte neben den bereits angeschlagenen Einheiten aus irakischen Wehrpflichtigen Verstärkung durch geschlossene Einheiten mit Wehrpflichtigen aus Anatolien erhalten.
Der eigentliche Anführer der osmanischen 6. Armee im Irak war seit Oktober 1915 Colmar Freiherr von der Goltz, ein deutscher General der schon zwölf Jahre lang die Armee modernisierte. Von der Goltz war zwar alt, war aber ein Experte für militärische Angelegenheiten und hatte große Kenntnisse über die Stärken und Schwächen der osmanischen Armee. Die Briten glaubten jedoch, dass Nureddin Pascha immer noch das Kommando über die Truppen habe. Dies war ein wichtiger Faktor, da die Briten an den Fähigkeiten Nureddins zweifelten. Von der Goltz hielt sich in Bagdad auf und konnte nicht direkt in die Schlacht eingreifen.
Die Briten, insbesondere der Oberbefehlshaber in Mesopotamien, John Nixon, waren von den siegreichen Schlachten ihrer 6. Division bis Kut so beeindruckt, dass sie Warnzeichen wie die langen Versorgungswege bei gleichzeitigem Mangel an Transportmaterial oder die gemeldete Ankunft frischer anatolischer Truppen in Bagdad ignorierten. Hierfür waren auch politische Gründe ausschlaggebend: Nach der Entscheidung zum Rückzug von Gallipoli glaubten auch Minister in London, dass die Einnahme Bagdads gerade recht käme, diese schmähliche Niederlage auszugleichen. Zudem stand für Nixon in Aussicht, aus Britisch-Indien Verstärkung in Form zweier neuer Divisionen zu erhalten.

## Pläne
Der Angriffsplan des Kommandeurs der indischen 6. (Poona-)Division, Sir Charles Townshend, sah vor, seine Truppen  in vier Gruppen zu spalten. Drei davon, die Gruppen A, B und C, sollten die Linien der Osmanen angreifen, während die vierte, Gruppe D, den Türken in die linke Flanke fallen sollte. Der Angriff wurde von zwei Flussschiffen und einem Kanonenboot unterstützt. Mehrere Flugzeuge sollten die osmanischen Stellungen und deren Basis in Bagdad vor dem Angriff aufklären, diese erlitten jedoch viele Ausfälle, wodurch den Briten nicht vollständig klar wurde, dass sich die Gesamtstärke der osmanischen Truppen in Mesopotamien inzwischen auf bis zu 60.000 belief.
Nureddin hatte über 55 Tage benötigt, um seine Verteidigung und Truppen vorzubereiten. Er stellte seine Soldaten in einer L-Formation auf. Den schwächsten Teil seiner Linie verstärkte er mit drei Regimentern. Es gab zwölf befestigte Stützpunkte entlang des ersten Grabens und einen zweiten Graben für den Fall eines Rückzuges. Die osmanische Artillerie wurde zentral aufgestellt, wo sie die linke Flanke oder den zentralen Teil der Verteidigungsstellen unterstützen konnte. Ihr wurde befohlen, das Feuer zuerst auf die britischen Kanonenboote zu richten, bevor sie die Infanterie beschießen sollten.
Die osmanische Seite war sich nicht im Klaren, dass sie über einen zahlenmäßigen Vorteil verfügte. Sie schätzten die Stärke der britischen Kräfte bei Ktesiphon auf rund 20.000 Mann.

## Schlacht
Townshend ordnete einen Nachtmarsch am 21. November an, um die osmanischen Stellungen bei Morgengrauen anzugreifen. Aufgrund der schlechten Bodenbeschaffenheit am Westufer des Tigris landete der Angriff jedoch beim stärkeren Ostufer. Auch sollte der Vorstoß durch Kanonenboote unterstützt werden. Doch diese konnten aufgrund der Verminung des Tigris und des Beschusses durch osmanische Artillerie schwer vorankommen.
Zu Beginn der Schlacht kam die Abteilung C unter schweren Beschuss und konnte die Gräben nicht einnehmen. Auch die Abteilung A, die die Mitte der Line angreifen sollte, wurde aufgehalten. Auf der rechten Seite erreichte die Abteilung B die osmanischen Stellungen und konnte diese zum Rückzug zwingen. Aber als sie die Osmanen verfolgen wollten, konnten sie von den Reserveregimentern gestoppt werden. Townshend befahl dann der Abteilung C, sich zurückzuziehen, um deren Erfolge auszunutzen und dort einen Durchbruch zu erreichen. Dieses Manöver war ziemlich kompliziert und die Aufgabe wurde erschwert, als die Osmanen den Briten in die Flanke fielen. Inzwischen war die Gruppe D in ergebnislosen Kämpfen gegen die türkische und arabische Kavallerie festgefahren. Bis zum Ende des Tages eroberten die Briten die erste Verteidigungslinie, erlitten dabei aber hohe Verluste. Auch die osmanischen Truppen mussten große Verluste hinnehmen, konnten aber ihre Position halten.
Am zweiten Tag versuchte Townshend erneut einen Durchbruch, welchen die Osmanen wieder stoppten. Dann begannen die osmanischen Truppen einen Gegenangriff, welchen nunmehr die Briten abwehren konnten. Beide Armeen hatten schwere Verluste durch die Angriffe erlitten.
Am 24. November zogen sich beide Armeen aufgrund hoher Verluste zurück. Als Nureddin den britischen Rückzug bemerkte, ließ er seine Truppen diese verfolgen.

## Nachwirkung
Townshend entschied, dass ein Rückzug in Richtung Kut notwendig sei, um seine Armee wieder aufzubauen. Auch die osmanische Armee hatte Verluste zu beklagen. Die Angaben schwanken zwischen 6188 Soldaten und 9.500 Soldaten. Die osmanischen Streitkräfte konnten aber schnell Verstärkungen aus Bagdad erhalten und den Briten folgen. Die Schlacht zeigte eine fatale Schwäche der britischen Armee in der Front: eine zu lange Versorgungslinie.